# Barbara Windsor
Barbara Windsor, nome artístico de Barbara Ann Deeks (Shoreditch, 6 de agosto de 1937 – Londres, 10 de dezembro de 2020) foi uma atriz inglesa.
Foi nomeada a um prêmio BAFTA e a um prêmio Tony. Windsor forneceu a voz da Dormidonga na adaptação live-action de 2010 Walt Disney de Lewis Carroll "Alice no País das Maravilhas, dirigido por Tim Burton. O elenco do filme também incluiu Johnny Depp, Helena Bonham Carter e Anne Hathaway. Windsor apareceu na pantomima Dick Whittington no Bristol Hippodrome durante o período de Natal. Em 8 setembro de 2010 foi anunciado que o Windsor participaria de uma campanha de televisão para o site de bingo online Jackpotjoy como a Rainha do Bingo.
Desde 2011, participou regularmente para Elaine Paige no seu espectáculo na BBC Radio 2 nas tardes de domingo, contudo a partir de 2014, Windsor atuou sua própria série na estação de rádio chamado Ladies Song.
Morreu em 10 de dezembro de 2020 em Londres, aos 83 anos, em decorrência da doença de Alzheimer.